# Gekaapt!
Gekaapt! is de drieëntwintigste en laatste roman van Thea Beckman. Deze historische jeugdroman werd in 2003 uitgegeven door Lemniscaat.
Het boek kreeg van het Historisch Nieuwsblad de in 2003 een eerste maal uitgereikte Bontekoeprijs als beste historisch jeugdboek van dat jaar. De prijs leverde Thea Beckman 1.000 Euro op. Na het overlijden van de schrijfster werd de prijs hernoemd tot Thea Beckmanprijs. Aldus is zij zelf de enige die ooit een Bontekoeprijs heeft gewonnen.
Gekaapt! is opgenomen in de leeslijst van de Canon van Nederland bij het thema Hanze. Het werk werd in 2008 uitgegeven als luisterboek en verscheen ook in de reeks Boektoppers.

## Verhaal
Het boek gaat over Gerlof Eekhout en zijn familie. Het verhaal speelt in 1399 en 1400. De vader van Gerlof, Pieter Eekhout, en zijn oom, Oom Josef, zijn rijke handelaars in Kampen. Gerlof heeft nog vier zussen. De moeder van Gerlof is twee jaar daarvoor overleden.
Gerlof is 15 jaar. Hij gaat voor het eerst mee op handelsreis. Per schip gaan ze eerst naar Brugge en daarna naar Londen. Bij de oversteek naar Londen worden ze op volle zee in de mist gekaapt door de bende van Godeke Michaels en Claus Stortebeker, de beruchtste piraten van de Westerzee.
De piraten stelen alle handelswaar en nemen Gerlof en zijn oom Josef mee naar Oost-Friesland. Daar worden ze gegijzeld en vastgehouden in een toren. Er gaat een koerier op weg naar Kampen om losgeld te eisen. De vader van Gerlof kan het losgeld bij elkaar halen, zodat Gerlof en zijn oom uiteindelijk vrijgelaten worden.
Als ze vrijgelaten worden, moeten ze terug zien te komen naar Kampen. Eerst reizen ze mee met een boer naar Bremen. Daar vinden ze gelukkig een schipheer met wie ze mogen meevaren richting Kampen. Die schipheer heet Simon van Utrecht en zijn schip heet de Bonte Koe.
Teruggekomen in Kampen is natuurlijk iedereen heel blij dat ze weer terug zijn. Maar Gerlof is niet alleen bang geweest, hij is ook heel boos op de piraten. Hoe kan dat nou, dat die gewoon kunnen stelen en zich misdragen, zonder dat er iemand ingrijpt? Gerlof wil graag wraak nemen.
Natuurlijk is iedereen Simon van Utrecht ook heel dankbaar en hij wordt uitgebreid ontvangen met wijn en lekker eten. Gese, de oudste zus van Gerlof, en Simon worden verliefd op elkaar. Maar die liefde stuit natuurlijk op bezwaren.
Simon van Utrecht gaat terug naar Hamburg en ze moeten afscheid van hem nemen. Het leven in Kampen gaat weer gewoon door, maar Gerlof blijft nadenken hoe hij de piraten te grazen kan nemen. Zijn vader vindt het maar niks en wil dat hij gewoon een goede zakenman wordt. Maar Gerlof gaat bij de stadswacht en hij leert heel goed boogschieten.
Na een jaar mag Gerlof weer op handelsreis. De reis gaat dan naar Lübeck en Hamburg. Op die reis hoort hij van een strafexpeditie tegen de piraten. Hoewel zijn vader hem verboden heeft om aan dat soort dingen mee te doen, wil Gerlof toch wel graag mee.
Eerst lukt dat niet, maar later komt hij Simon van Utrecht weer tegen en uiteindelijk mag hij dan mee. Als ze de piraten vinden, komt er een spannende achtervolging. Ze krijgen de piraten te pakken door een gat in het piratenschip te varen.
Hoewel Gerlof heel trots is dat hij mee heeft kunnen doen met de strafexpeditie tegen de piraten, is zijn vader woedend op hem. Zijn vader is ook heel boos op Simon van Utrecht, omdat hij Gerlof heeft meegenomen. Het probleem wordt dus alleen maar groter met de liefde van Simon en Gese, die heel graag met elkaar willen trouwen. Haar vader weigert een huwelijk en wil dat ze met een Kampenaar trouwt. Maar Gese legt zich niet zo gemakkelijk bij het besluit van haar vader neer. Na een hoop heen en weer gepraat komt het gelukkig allemaal nog goed en mogen Gese en Simon met elkaar trouwen.